# Juris utriusque doktor
Juris utriusque doktor är en äldre benämning på en person som hade disputerat för doktorsgraden i juridik. Termen utriusque angav ursprungligen att personen hade kompetens inom både romersk rätt och kanonisk rätt.

## Sverige
Efter reformationen ersattes den kanoniska rätten successivt med studier i svensk rätt. I senare tid avses således med utriusque att doktoratet innefattar såväl romersk som svensk rätt. Benämningen avskaffades vid juristutbildningens omläggning 1904. Den förkortas jur. utr. dr.